# Jason Rohrer
Jason Rohrer (nacido en 1977) es un programador, escritor, músico, y diseñador de videojuegos. Publica la mayoría de su software bajo licencia GNU GPL o en el dominio público, y cobra por algunos de sus juegos para el iPhone.
Practica la simplicidad voluntaria y afirmó en 2009 que su grupo familiar, compuesto de cuatro miembros tuvo un presupuesto anual de menos de 14.500 dólares.

## Juegos
Transcend – El primer juego de Rohrer, publicado en 2005. Transcend es "un videojuego de disparos abstracto, en 2D, que también funciona como una forma de crear bonitas figuras multimedia."
Cultivation – Su segundo juego, publicado en 2007, es "una simulación social sobre una comunidad de horticultores."

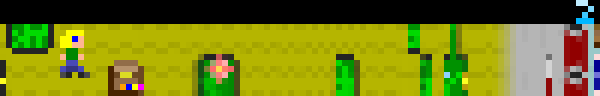
Pantalla del videojuego Passage

Passage – Su tercer juego, publicado en 2007, llamó la atención tanto de las comunidades de juegos tradicionales como de las independientes. El juego dura exactamente cinco minutos, y se centra en la vida, la muerte, y los costes y beneficios del matrimonio. Fue expuesto en el evento GAMMA 256 del colectivo Kokoromi.
Gravitation – Su cuarto juego, publicado en 2008.
Between – Su quinto juego, publicado en 2008. Incluido en la revista Esquire, en el número de diciembre de 2008, como anexo a una reseña biográfica de Rohrer. Fue el ganador del Premio a la Innovación del Festival Independiente de Videojuegos de 2009.
Primrose – Su sexto juego, diseñado para el iPhone (aunque publicado también para ordenadores domésticos). Fue publicado el 19 de febrero de 2009. Se trata de una variante de temática art-game, consistiendo en un sencillo juego de rompecabezas.
Sleep is Death – Software para construir juegos de aventuras, publicado el 16 de abril de 2010. Las partidas del Sleep is Death requieren que el creador esté presente para responder a las acciones de los jugadores casi en tiempo real. Ha recibido críticas favorables de varios de los principales sitios web de crítica de videojuegos.
Game Design Sketchbook – En 2008 Rohrer crea varios juegos para la revista The Escapist. Estos, por lo general, serían prototipos sin pulir de videojuegos que exploran un mismo tema, acompañados de un artículo de Rohrer que describe el proceso creativo de hacer videojuegos.
Inside a Star-filled Sky – Un "videojuego de disparos táctico, recursivo e infinito" publicado en febrero de 2011. Tuvo una crítica favorable. Seleccionado para su presentación en el Sense Of Wonder Night del Tokyo Game Show.
Diamond Trust of London – Un juego de estrategia para dos jugadores para el Nintendo DS.

## GDC 2011 Game Design Challenge
En la Game Developers Conference de 2011, Rohrer ganó el Desafío de Diseño de Videojuegos (Game Design Challenge) proponiendo un videojuego que únicamente podía ser jugado una vez, y luego debía ser pasado a otro jugador. Esta idea estaba basada en historias que su difunto abuelo le había transmitido, que dijo: "Llegamos a ser como dioses para los que vienen después de nosotros." Con esto en mente creó un mod del juego Minecraft, llamado Chain World, que fue puesto en una única memoria USB y que pasó a un miembro del público. Las reglas del juego eran simples:
- No se permiten anotaciones escritas del juego.
- Los jugadores pueden jugar hasta que mueran una única vez.
- Después de la reaparición se debe abandonar el juego.
- El juego se debe pasar entonces a alguien que esté interesado y dispuesto a respetar las reglas.

## Otros proyectos
- konspire2b, un sistema de distribución de ficheros basado en canales.
- token word, un sistema de edición de textos estilo Xanadú.
- tangle, un servidor proxy que intenta encontrar relaciones entre los sitios web visitados por un usuario.
- MUTE, una red de compartición de ficheros con el anonimato como idea principal.
- Monolith, un experimento intelectual que puede hacer reflexionar sobre los derechos de autor digitales. Se ha extendido a un programa informático implementado sus ideas.
- seedBlogs, un bloque de construcción modular que permite añadir contenido dinámico basado en PHP y MySQL a cualquier sitio web.
- silk, un sistema de hipertexto basado en web para simplificar el enlazado de páginas. Parecido al formato wiki.
- hyperlit, una herramienta de autor para hipertexto literario.
- subreal, una simulación distribuida de un sistema evolutivo.